# Nackte Tiere
Nackte Tiere (englischer Festivaltitel Naked Animals) ist ein deutscher Spielfilm unter der Regie von Melanie Waelde, die auch das Drehbuch verfasste. Der Debütfilm feierte am 21. Februar 2020 auf der Berlinale seine Weltpremiere in der Sektion Encounters und erhielt dort eine Lobende Erwähnung der Jury des Preis Bester Erstlingsfilm der GWFF.

## Handlung
Nackte Tiere zeigt fünf befreundete Jugendliche, die gemeinsam versuchen ihren Alltag zu bewältigen.
Katja, Sascha, Benni, Laila und Schöller wachsen im Nirgendwo der Provinz auf. Der Führerschein ist der Schlüssel zur Freiheit und damit auch zur Anerkennung. Das Wechselspiel von gegenseitiger Anziehung und Abgrenzung voneinander, von Nähe und Distanz, Gewalt, Liebe und Einsamkeit prägen die Beziehungen der fünf jungen Leute, für die Nähe auch Schmerz bedeutet. Katja, Ju-Jutsu-Kampfsportlerin, ist 17 und befindet sich im ständigen Kampf gegen ihre eigene Schwäche.
Alle fünf wollen an ihrer Peergroup, ihrer Freundesfamilie, festhalten, in der sie nach eigenen Regeln leben. In der Sicherheit der Gruppe glauben sie die Welt erobern zu können und halten mit deren Rückhalt Faustschläge aus, ohne mit der Wimper zu zucken. Doch es bleibt ihnen nur noch ein gemeinsamer Winter bis zum Schulabschluss, bis sie die Wahl treffen müssen, in ihrem Ort zu bleiben oder in die nächstgrößere Stadt zu ziehen. Das Leid der Trennung steht im Raum, der Aufbruch in eine noch unbekannte Welt. Für Katja wird es ein schmerzhafter und blutiger Abschied.

## Produktion
Das Drehbuch verfasste die Regisseurin Melanie Waelde 2017 als Studienabschlussarbeit an der Deutschen Film- und Fernsehakademie Berlin. Waelde sagte über Nackte Tiere, er sei ein Film, „der wie ein Gefühl funktioniert, eine Erinnerung und eine Zukunftsvision. Ein Film, der dort ist, wo es weh tut. Dort, wo das Herz schlägt. Dort, wo wir uns verwundbar machen und gleichzeitig versuchen, es keinesfalls zu sein.“ Der Film erzähle an einem spezifischen Ort den metaphorischen Raum des Übergangs von Jugend und Erwachsensein und setze sich mit Gewalt, Abgrenzung, Einsamkeit und unvermeidlichem Schmerz auseinander.
Der Film wurde von CZAR Film Berlin produziert.
Die Dreharbeiten fanden vom 8. Februar 2019 bis 6. April 2019 in Berlin-Brandenburg statt.
In den Hauptrollen sind Michelangelo Fortuzzi, Luna Schaller, Sammy Scheuritzel, Paul Michael Stiehler und Marie Tragousti zu sehen.
Die Kameraführung übernahm der Schauspieler und Kameramann Fion Mutert, der in dem Film Das weiße Band – Eine deutsche Kindergeschichte den Sigmund verkörperte. Fürs Szenenbild waren Marcel Bonewald und Isabelle C. Schnabel verantwortlich. Für den Filmschnitt war Jessica Schneller zuständig; Facundo Sánchez wird im Abspann als Co-Editor benannt, aber teilt nicht den Hauptcredit mit Schneller.
Der Verleih liegt bei der Déjà-vu Film UG, für das internationale Marketing ist die Media Luna New Films UG zuständig.
Der Debütfilm feierte seine Weltpremiere am 21. Februar 2020 auf der Berlinale und lief dort in der neuen Sektion Encounters. Er soll auch auf dem Internationalen Frauenfilmfestival Dortmund/Köln gezeigt werden.
Der Kinostart in Deutschland war für den 17. September 2020 geplant.

## Auszeichnungen
Der Film hatte auf der Berlinale 2020 bei der Verleihung des Preises Bester Erstlingsfilm der GWFF gegenüber dem Beitrag Los conductos von Camilo Restrepo das Nachsehen, wurde aber von der Jury mit einer Lobenden Erwähnung bedacht. Beim Branchenevent European Work in Progress 2019 beim Film Festival Cologne wurde Nackte Tiere mit dem Zoom Medienfabrik Award ausgezeichnet, den sich die Produktion mit The Whale Hunter teilte. Im Mai 2021 wurde Nackte Tiere in die Vorauswahl für den Deutschen Filmpreis aufgenommen. Im Folgenden weitere Nominierungen und Auszeichnungen.
Schnitt-Preis 2021
- Lobende Erwähnung in der Kategorie Spielfilm (Jessica Schneller)[19]